# Jakub Chrobák
Jakub Chrobák (* 16. září 1974, Vsetín) je český básník.
Vystudoval bohemistiku na Filozofické fakultě Ostravské univerzity. Zde získal i doktorát. Poté vyučoval českou literaturu na Slezské univerzitě v Opavě. Jeho bohemistické zájmy se soustředily na Bohumila Hrabala, zvláště jeho ranou, básnickou tvorbu. Vydal též monografii Tvůrce zbojnického a portášského mýtu Jan Kobzáň (2014).
Roku 2003 vydal první vlastní básnickou sbírku. Od té doby jich má na svém kontě pět. Publikoval své verše, ale i recenze v časopisech Tvar, Literární noviny, Host do domu, Aluze a Protimluv. Patřil k zakládajícím členům časopisu Texty, jehož byl i redaktorem. Přispěl do sborníku Láska nic nezapomíná! k šedesátinám Víta Slívy. S ním pak sestavil sborník Nejlepší české básně 2016. O jeho poezii autoři Panoramatu české literatury po roce 1989 uvedli: „Básník, jehož první sbírka vyrůstala z intimity šťastné rodiny, postupně rozšířil paletu své poezie také o tóny a motivy temnější, jeho verše pulzují mezi radostí a trapností, mezi nadějí a rozčarováním.“
Byl rovněž textařem a hudebníkem v rockové skupině Ležérně a vleže. Jako herec a konferenciér vystupoval v ostravském Absintovém klubu Les. V tomto okruhu se rovněž podílel na vysílání internetového Radia Les (www.radioles.cz).
Žije v obci Lužná na Valašsku.